# Melanagromyza chillcottiana
Melanagromyza chillcottiana är en tvåvingeart som beskrevs av Spencer 1986. Melanagromyza chillcottiana ingår i släktet Melanagromyza och familjen minerarflugor.
Artens utbredningsområde är Kansas. Inga underarter finns listade i Catalogue of Life.